# Koke (Fußballspieler, 1992)
Koke (* 8. Januar 1992 in Madrid; bürgerlich Jorge Resurrección Merodio) ist ein spanischer Fußballspieler. Der Mittelfeldspieler steht seit 2009 bei Atlético Madrid unter Vertrag, nachdem er dort zuvor sämtliche Jugendmannschaften durchlaufen hatte.

## Karriere

### Verein
Koke begann seine Karriere bei Atlético Madrid, für dessen Jugendmannschaften er ab 2000 spielte. Ab der Saison 2008/09 gehörte er zum Kader der zweiten Mannschaft, mit der er in der Segunda División B spielte. Am 19. September 2009 kam er zu seinem ersten Einsatz in der Primera División, als er beim Spiel gegen den FC Barcelona eingewechselt wurde. Seinen ersten Treffer erzielte er am 26. Februar 2011 beim Spiel gegen den FC Sevilla. Mit Atlético Madrid wurde er 2012 Europa-League-Sieger und Super-Cup-Sieger und 2017/18 erneut Europa-League-Sieger. Am letzten Spieltag der Saison 2020/21 konnte sich Koke schließlich mit Atlético die zweite Meisterschaft seiner Karriere sichern.

### Nationalmannschaft
Koke kam für mehrere spanische Juniorennationalmannschaften zum Einsatz und nahm an der U17-Weltmeisterschaft 2009, der U19-Europameisterschaft 2010 und der U20-Weltmeisterschaft 2011 teil. Im Herbst 2012 war er Teilnehmer bei den Olympischen Spielen, bei denen Spanien in der Vorrunde ausschied.
Bei der Europameisterschaft 2016 in Frankreich wurde er in das Aufgebot Spaniens aufgenommen. Seinen einzigen Einsatz hatte er im zweiten Gruppenspiel gegen die Türkei. Als die Partie mit 3:0 bereits für Spanien entschieden war, kam er in der Schlussphase aufs Feld.
Bei der Europameisterschaft 2021 stand er im spanischen Aufgebot, das im Halbfinale gegen Italien ausschied.

## Titel und Auszeichnungen

### Verein
International
- Europa-League-Sieger: 2012, 2018
- UEFA-Super-Cup-Sieger: 2012, 2018

Spanien
- Meister: 2014, 2021
- Pokalsieger: 2013
- Supercupsieger: 2014

### Nationalmannschaft
- UEFA-Nations-League-Sieger: 2023
- U21-Europameister: 2013

### Individuelle Auszeichnungen
- Spieler des Monats der Primera División (2): Oktober 2013 und April 2016